# Mangold
För andra betydelser, se Mangold (olika betydelser).
Mangold (Beta vulgaris) är en sortgrupp av växtarten beta (B vulgaris). Till gruppen räknas sorter där blad eller bladskaft används som grönsak. 
Blad av mangold används i köket på samma sätt som spenat. Mangold kallas ibland för romersk spenat, spenatbeta, stamspenat, bladbeta eller stjärnmangold.
Mangold fanns redan tidigt i odling och finns omnämnd av Aristoteles. Sorter med vita stjälkar finns omnämnda av Lamarck (1784) (men är säkert äldre), och sorter med gula stjälkar har funnits till salu av Vilmorin i Paris, sedan 1821. De helt grönstjälkiga sorterna är kända från slutet av 1800-talet.

## Synonymer
Beta crispa Tratt.
Beta vulgaris subsp. cicla f. macropleura (Alef.) Becker-Dillingen
Beta vulgaris subsp. cicla var. ameliora Becker-Dillingen
Beta vulgaris subsp. cicla var. crispa (Tratt.) Moq. apud Ulbrich
Beta vulgaris subsp. vulgaris var. flavescens DC.
Beta vulgaris var. alba Döll
Beta vulgaris var. cicla Alef. p.p.
Beta vulgaris var. latinervia Spenn. p.p.
Beta vulgaris Stjärnmangold-Gruppen